# Буковецький Євген Йосипович
Євге́н Йо́сипович Букове́цький (нар. 5 (17) грудня 1866, Одеса, Херсонська губернія, Російська імперія — пом. 27 липня 1948, Одеса, УРСР, СРСР) — український художник побутового жанру та портретист Російської імперії та СРСР. Передвижник.

## Життєпис
Євген Йосипович Буковецький народився 17 грудня 1866 року в місті Одеса, що на той час входило до складу однойменного градоначальництва Херсонської губернії Російської імперії. У 1890 році закінчив Одеську малювальну школу (нині — Одеське художнє училище), де навчався у класі художника-пейзажиста Киріака Костанді.
Певний час відвідував Петербурзьку Академію мистецтв та академію Жюльєна в Парижі. Один з організаторів і член Товариства південноросійських художників, брав участь у виставках передвижників. 1919 року відкрив художню студію. За ініціативою Буковецького було засновано Товариство художників імені Киріака Костанді в Одесі, яке діяло в період 1922—1929 років.
Євген Йосипович Буковецький помер 27 липня 1948 року від хвороби. Його було поховано на Другому Християнському цвинтарі Одеси.

## Творчість
Працював у галузі побутового жанру, автор творів:
- «У багатого родича», 1891;
- «В суді», 1895,
- «Курсистки», 1905,
- та портретного напрямку — портрети авіатора Сергія Уточкіна, 1899,
- художника Петра Нілуса, 1902,
- Корнія Чуковського, 1903;
- Івана Буніна, 1919;
- академіка Володимира Філатова, 1939.